# Blaalig
Der Blaalig (Coregonus zuerichensis) ist ein in zwei Schweizer Seen endemisch vorkommender Süßwasserfisch aus der Gattung Coregonus. Als Speisefisch spielt er regional eine Rolle.

## Merkmale
Wie auch die anderen Arten der Gattung Coregonus weist der Blaalig eine heringsähnliche Gestalt mit zahlreichen silbrig glänzenden Rundschuppen sowie eine Fettflosse auf. Der Blaalig überschreitet die Länge von 42 Zentimetern selten.

## Verbreitung
Ursprünglich trat der Blaalig endemisch in vier Seen in der Schweiz auf, nämlich im Zürichsee, im Walensee, im Pfäffikersee und im Greifensee, wobei die Art in den beiden letztgenannten Gewässern seit geraumer Zeit ausgestorben ist. In den anderen beiden ist sie aber noch in größeren Bestandszahlen vorhanden.

## Lebensweise
Die Art ernährt sich von Plankton und lebt pelagisch. Das Laichen erfolgt im November oder Dezember in einer Seetiefe zwischen 12 und 100 Metern.

## Gefährdung und Nutzung
Der Blaalig ist zwar im Pfäffikersee und im Greifensee ausgestorben, in den anderen beiden Gewässern aber nicht gefährdet, da die Populationen genügend groß sind und invasive Arten, die eine potenzielle Gefahr darstellen könnten, unter Kontrolle gehalten werden. Daher ist sie auf der Roten Liste der IUCN unter „Least Concern“ aufgeführt. Die Art wird als wohlschmeckender Speisefisch geschätzt.

## Systematik und Taxonomie
Die Vielfalt der Coregonenarten, die aus den Schweizer Seen beschrieben worden sind, stellt für die Taxonomen eine große Herausforderung dar. Diese Arten entwickelten sich wahrscheinlich erst nach dem Ende der Würm-Kaltzeit vor rund 10.000 Jahren, als sich die Gletscher zurückzogen und sich die Alpenseen nach glazialmorphologischen Gesichtspunkten herausbildeten. Ihre morphologischen und genetischen Unterscheidungsmerkmale sind daher nur wenig ausgeprägt. Während in der Literatur für den Walen- und den Zürichsee bis zu fünf unterscheidbare Coregonus-Arten angegeben werden, lassen sich in der Praxis nur zwei bis drei Arten für diese Seen feststellen. Neben dem Blaaling (Coregonus zuerichensis) sind das der Hägling (Coregonus heglingus) und der Grundler (Coregonus duplex).